# برونو بونی
برونو بونی (انگلیسی: Bruno Boni; ۱۳ مهٔ ۱۹۱۵ – ۳۰ مارس ۲۰۰۳) قایقران روئینگ اهل ایتالیا بود.